# Rhinogobio cylindricus
Rhinogobio cylindricus es una especie de peces de la familia de los Cyprinidae en el orden de los Cypriniformes.

## Morfología
Los machos pueden llegar alcanzar los 11,1 cm de longitud total.

## Hábitat
Es un pez de agua dulce y de clima tropical

## Distribución geográfica
Se encuentran en Asia: río Changjiang (la China ).